# 9 квітня (фільм)
9 квітня (дан. 9. april) — данський військовий фільм 2015 року, знятий режисером Роні Езрою, з Пілу Асбеком і Ларсом Міккельсеном у головних ролях. Фільм розповідає про німецьке вторгнення в Данію, яке розпочалося 9 квітня 1940 року, і про данську роту велопіхоти, відправлену як авангард, щоб сповільнити просування німців до прибуття підкріплення.
Бюджет фільму склав 22 мільйони данських крон (трохи понад 3 мільйонів доларів) за підтримки Данського кіноінституту, телеканалу TV 2 та муніципалітету Гадерслева. Фільм вийшов на екрани данських кінотеатрів 12 березня 2015 року.

## Сюжет
У ніч на 9 квітня 1940 року данську армію сповістили, що німецька армія перетнула кордон, і тепер Данія перебуває у стані війни з найсильнішою армією Європи. У Південній Ютландії данська велопіхотна рота і мотоциклетний взвод отримали наказ стримувати німецький наступ до прибуття підкріплення, але були швидко розгромлені переважаючими німецькими силами. Вранці другий лейтенант Санд (Пілу Асбек) і його взвод солдатів ведуть бій з німцями, а потім відступають до Гадерслева.

## Акторський склад
- Ларс Міккельсен — підполковник Гінц
- Пілу Асбек — Другий лейтенант. Санд
- Густав Дьєк'єр Гізе — Рядовий Андерсен
- Себастьян Булл Сарнінг — рядовий Лундгрен
- Йоахім Ф'єльструп — Сержант Бундгаард
- Мартін Грейс — лейтенант Г'єрмансен
- Міхаель Броструп — полковник Гарц
- Елліотт Кроссет Хоув — рядовий Єнс-Отто Лассен
- Яннік Лоренцен — рядовий Грам
- Мортен Гаух-Фаусбьоль — майор Фладсаа
- Міккель Трост Бентцен — рядовий Ньорресков
- Арі Александер — рядовий Юстесен
- Матіас Лундквіст — рядовий Колдінг
- Єспер Хагельскер Пааш — майор Єпсен
- Ян Юргенсен — сержант Клостерґаард
- Саймон Сірс — Капітан Гольм
- Ян Дозе — підполковник Беккер
- Єспер Хагельскер Пааш — лейтенант Джепсен
- Пелле Еміль Гебсгаард — Бігун
- Ян Дозе — Обер-лейтенант Беккер

## Виробництво
Режисером фільму виступив Роні Езра, а сценарій написав Тобіас Ліндгольм (який також написав «Викрадення», «Уряд» і «Полювання»). В основу сюжету лягли розповіді очевидців, бесіди та інтерв'ю з небагатьма ветеранами подій 9 квітня 1940 року, що залишилися в живих і воювали з німецькою армією.
Восени 2013 року кінокомпанія Nordisk Film звернулася до музею Меллема Слесвіґса Ґренсера в місті Байлдеруп-Бов з проханням допомогти зі спорядженням та зброєю. У березні 2014 року кінокомпанія зібрала 120 данських сталевих касок, 100 каністр протигазів, 50 пар вовняних штанів, 24 макети гвинтівок, 32 патронташі та офіцерське пальто кольору хакі. Крім того, музей надав два старих мотоцикли «Німбус» з колясками. Все обладнання спочатку було перевезено до Будапешта, Угорщина, де відбувалися зйомки частини фільму.
Фільм також знімався в Гадерслеві, де з 17 по 19 червня 2014 року були перекриті вулиці навколо Моллепладсен, Сондербро та монастирського кладовища. Інші зйомки відбувалися на фермі Якоба Міхельсена в Аабенраа та в Сьоґордлейрені.

## Відгуки
Фільм отримав змішані, але загалом схвальні відгуки данських критиків: Berlingske та Ekko поставили йому 5 з 6 зірок, а інші — від 2 до 5 з 6 зірок.